# 朗纳·伦德贝里
朗纳·伦德贝里（瑞典語：Ragnar Lundberg，1924年9月22日—2011年7月10日），瑞典男子田径运动员。他曾代表瑞典参加1948年、1952年和1956年夏季奥林匹克运动会田径比赛，获得男子撑杆跳高铜牌。